# コックスバザール
コックスバザール（ベンガル語: কক্সবাজার Kaksbajar、英語: Cox's Bazar）は、バングラデシュ南東部のチッタゴン管区のコックスバザール県の県都。

## 概要
2011年の人口は22万3522人で、国内14位。世界最長の天然の砂浜を持つ海岸線で知られている。この砂浜は、穏やかな勾配を持ちながらも途切れることなく続き、その全長は125キロメートルにも上る。バングラデシュ南東部に位置する同国第2の都市チッタゴンから、南に約150キロメートルの地点に位置する。Panowaという別名でも知られており、これは「黄色い花」を意味する。古くはPalongkeとも呼ばれていた。
今日ではバングラデシュでも有数の観光地の一つとなっている。しかし、知名度の低さと交通インフラの問題から、2013年現在では世界的な観光地とはなっていない。

## ロヒンギャ難民キャンプ
2010年代には、隣国のミャンマーでロヒンギャへの迫害が始まり、2016年頃には大挙して難民が周辺に越境してくるようになった。2017年、郊外に80万人の難民収容を視野に入れた難民キャンプの設営が開始。稼働すれば、バングラデシュ国内に避難してきたロヒンギャが集められる見込み。
2020年現在もなお、ロヒンギャの難民キャンプが34箇所に設置されている。同年、バングラデシュ国内で新型コロナウイルスの感染が拡大すると、キャンプの警備が手薄になった隙にアラカン・ロヒンギャ救世軍のメンバーが入り込み、みかじめ料の徴収や兵士への勧誘を行い始めた。バングラデシュ政府は警戒を強め、キャンプ内の警備の再強化を行った。

## 人口
- 1991年3月13日：8万424人
- 2001年1月22日：9万7898人
- 2011年3月15日：22万3522人

## 交通
- コックスバザール空港